# شاهسون (صحنه)
شاهسون نام روستایی در دهستان هجر بخش مرکزی شهرستان صحنه در استان کرمانشاه است. طبق سرشماری سال ۱۳۸۵ جمعیت این روستا ۲۵۲ نفر در ۶۳ خانوار است.